# دوري كرة القدم الأسترالية
دوري كرة القدم الأسترالية (بالإنجليزية: Australian Football League)، المعروف بـ (AFL)، هو الدوري الأسترالي الوطني لكرة القدم ذات القواعد الأسترالية. وهذا الدوري هو أكثر المنافسات الرياضية شعبية في أستراليا. في عام 2005 كان يشاهد المباريات 6,283,788 متفرج في الأستاد . كان الدوري يعرف بالسابق باسم دوري كرة قدم الفيكتورية (VFL) من 1887 إلى 1989 ، ثم تغير الاسم إلى دوري كرة القدم الأسترالية، بعد أن أصبحت كرة القدم ذات القواعد الأسترالية الرياضة الوطنية في أستراليا. تلعب الفرق الستة عشر مع بعضها البعض في 22 دورة بين أواخر مارس وأوائل سبتمبر. هذه المباريات يتبعها سلسلة من المباريات النهائية التي تنتهي بأن يلعب أفضل فريقين مع بعضهما البعض على المركز الأول في النهائي الكبير لدوري كرة القدم الأسترالية، وهو واحد من أكبر بطولات النوادي المحلية بالعالم.
المدير العام للدوري هو أندرو ديميتريو. سيدني اجيك من ويكبيديا

## النوادي
يتكون دوري كرة القدم الأسترالية من 18 فريق وهم:
- 1- اديليد كرووس
- 2- بريزبن ليونز
- 3- كارلتون بلوز
- 4- كولينجوود ماجبيس
- 5- ايسندون بومبرز
- 6- فريمانتل دوكرز
- 7- جيلونغ كاتس
- 8- غولد كوست صنس
- 9- ويسترن سيدني جاينتس
- 10- هوثورن هوكس
- 11- ملبورن ديمونز
- 12- نورث ملبورن كانغروز
- 13- بورت اديليد باور
- 14- ريتشموند تايغرز
- 15- سانت كيلدا
- 16- سيدني سوانز
- 17- ويست كوست ايغلز
- 18- ويسترن بولدوغز

## وصلات خارجية
- الموقع الرسمي لدوري كرة القدم الأسترالية AFL
- الأسترالي لكرة القدم على Super.ae
- السجل الذهبي لدوري كرة القدم الأسترالية AFL نسخة محفوظة 10 أغسطس 2011 على موقع واي باك مشين.